# ユタラプトル
ユタラプトル （Utahraptor:ユタの捕食者）は、中生代前期白亜紀（約1億3,900万 - 1億3,460万年前）の現北アメリカ大陸に生息していた獣脚類の恐竜。属名は「ユタ州の泥棒」の意。

## 形態
体形はデイノニクスに似ているが、より巨大でがっしりとしている。後肢の第二趾に付いている鉤爪は長さ20センチメートルに達する。
現在確認されている最も大きな標本（BYUVP 15465、大腿骨の長さ約60cm）の個体で全長4.9m、体高1.5m、体重280kgと推定されている。
グレゴリー・ポールらは、ユタラプトルは最大で全長約5.5m、体重約300kgに達したと考えている。
他のドロマエオサウルス科がそうであると考えられるように、ユタラプトルも羽毛を持っていた可能性があるが、ユタラプトルは体が大きいため羽毛が減少、または羽毛の生え方が異なっていた可能性がある。

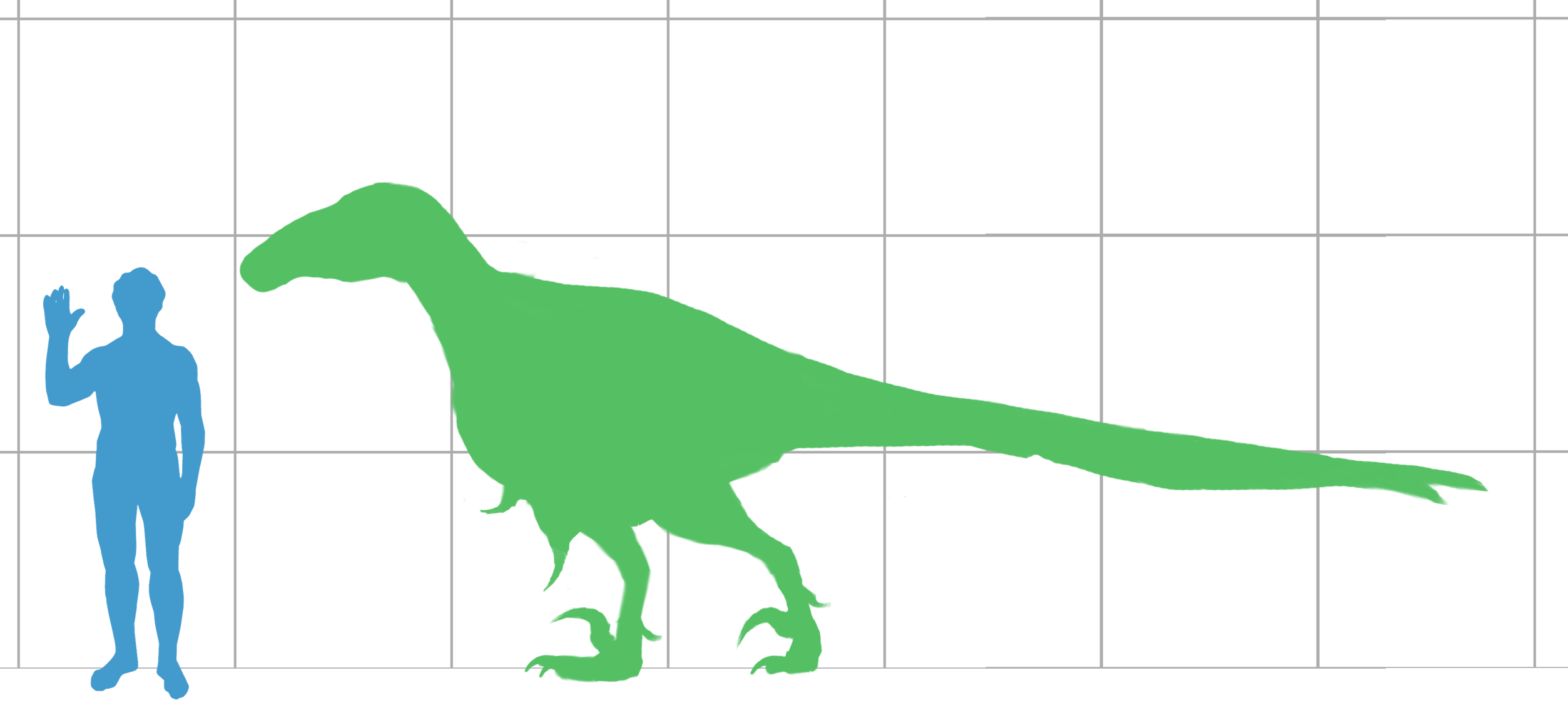
ヒトとの大きさ比較
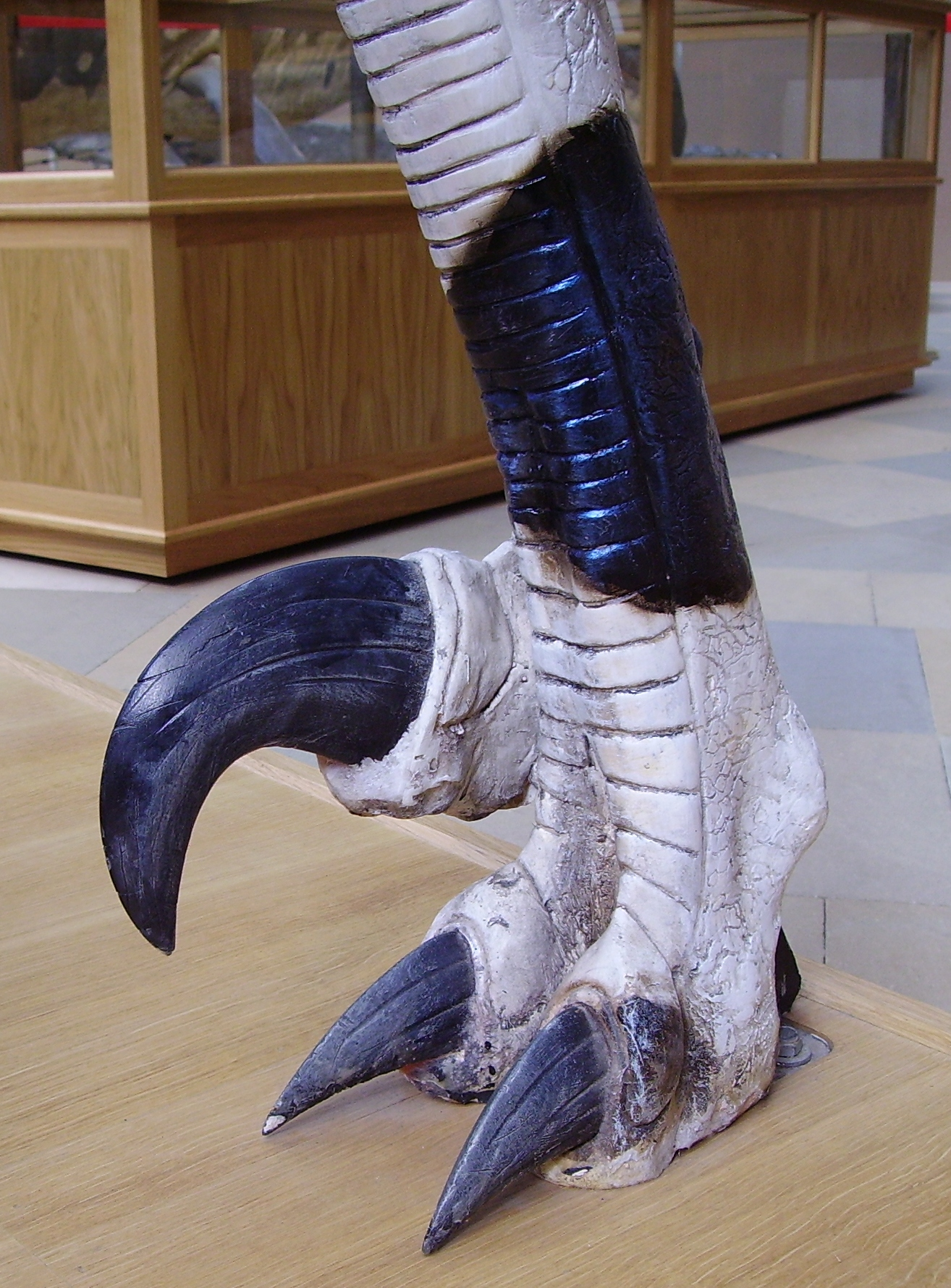
後肢第二趾の鉤爪。